# Rhopalosiphum
Genre
Rhopalosiphum est un genre d'insectes de l'ordre des hémiptères (les hémiptères sont caractérisés par leurs deux paires d'ailes dont l'une, en partie cornée, est transformée en hémiélytre).

## Liste des espèces
- Rhopalosiphum insertum (Walker) - puceron vert migrant du pommier
- Rhopalosiphum maidis (Fitch, 1856) - puceron du maïs
- Rhopalosiphum nymphaeae (Linnaeus, 1761)
- Rhopalosiphum padi (Linnaeus, 1758) - puceron bicolore des céréales, puceron du merisier à grappes
- Rhopalosiphum rufiabdominalis (Sasaki, 1899)